# Cip!
| Recensione        | Giudizio |
| ----------------- | -------- |
| Recensiamo musica |          |
| Ondarock          |          |
| Rockit            | Positivo |
| Rockol            |          |

Cip! è il quinto album in studio del cantautore italiano Brunori Sas, pubblicato il 10 gennaio 2020.

## Tracce
Testi e musiche di Brunori Sas, eccetto dove indicato.
1. Il mondo si divide – 2:41
2. Capita così – 3:20 (testo: Brunori Sas e Dimartino – musica: Brunori Sas)
3. Mio fratello Alessandro – 3:13
4. Anche senza di noi – 3:54
5. La canzone che hai scritto tu – 3:56
6. Al di là dell'amore – 3:27 (testo: Brunori Sas – musica: Brunori Sas e Dimartino)
7. Bello appare il mondo – 3:09
8. Benedetto sei tu – 3:51
9. Per due che come noi – 3:50
10. Fuori dal mondo – 3:54
11. Quelli che arriveranno – 4:38 (Brunori Sas e Dimartino)

## Classifiche

### Classifiche settimanali
| Classifica (2020) | Posizione massima |
| ----------------- | ----------------- |
| Italia            | 1                 |

### Classifiche di fine anno
| Classifica (2020) | Posizione |
| ----------------- | --------- |
| Italia            | 26        |

## Baby Cip!
Il 10 dicembre 2021, per celebrare la recente nascita della sua prima figlia Fiammetta, Brunori ha pubblicato un riarrangiamento strumentale del disco, le cui sonorità rimandano a quelle di una ninna nanna, con il nome Baby Cip!. L'intero ricavato dell'album è stato donato al reparto di neonatologia dell'ospedale Annunziata di Cosenza, nel quale è nata Fiammetta.